# Willy Boly
Willy-Arnaud Zobo Boly, född 3 februari 1991, är en franskfödd ivoriansk fotbollsspelare som spelar för Nottingham Forest. Han representerar även Elfenbenskustens landslag.